# Camponotus theobaldi
Camponotus saussurei
Espèce
Synonymes
- †Camponotus saussurei Théobald, 1937

Camponotus theobaldi est une espèce fossile d'insectes hyménoptères fourmis de la tribu des Camponotini (sous-famille des Formicinae).

## Classification
L'espèce Camponotus theobaldi est décrite en 1937 par le paléontologue français Nicolas Théobald (1903-1981) dans sa thèse sous le nom †Camponotus saussurei,. 

### Fossile holotype
Cet holotype Am4 ♂, de l'ère Cénozoïque, et de l'époque Stampien (33,9 à 28,1 Ma) vient des collections du Muséum national d'histoire naturelle de Paris et du gypse d'Aix-en-Provence. 

### Étymologie
Pour l'espèce synonyme Camponotus saussurei, l'épithète spécifique, saussurei rend hommage à la famille de Saussure, dont au moins trois membres sont naturaliste, chimiste et botaniste, ou entomologiste.
L'épithète spécifique theobaldi rend hommage à Nicolas Théobald.

### Renommage
Le nouveau nom a été publié en 2010 par l'entomologiste et taxonomiste turc Hüseyin Özdikmen (1966-),.

### Confirmation du genre
En 2012 le myrmécologue anglais Barry Bolton confirme l'appartenance de cette espèce au genre Camponotus,.

## Description

### Caractères
La diagnose de Nicolas Théobald en 1937, : Pour l'holotype ♂ Am4 

« Corps noir brunâtre ; ailes effacées, courtes, ne dépassant pas la longueur de l'abdomen. Tête arrondie ; semble plus longue que large parce que les mandibules font saillie ; yeux de forme ovale, placés vers le milieu de la tête ; clypéus non visible ; antennes coudées ; scape assez long, dépassant la tête vers l'arrière, funicule formé d'articles presque effacés. Cou net. Thorax ovale ; segmentation apparente ; pronotum visible sur le dos ; mésonotum large ; scutellum plus étroit ; pétiole formé d'un seul segment, mince et cylindrique à l'avant, renflé en nœud à l'arrière. Abdomen allongé, subcylindrique, rétréci à l'arrière. Pattes assez fortes et longues. Ailes transparentes ; nervation de Camponotus. ».

### Dimensions
La longueur totale est de 9,5 mm.

### Affinités
« L'échantillon présente les caractères des Camponotini. L'absence de cellule discoïdale écarte le g. Formica. C. saussurei se distingue en particulier de Formica flori de l'ambre de la Baltique par la tête plus longue, les antennes à scape allongé et l'abdomen plus ovoïde. Il n'existe pas dans l'Oligocène d'Alsace. ».

## Galerie
| - Ouvrières Camponotus aethiops. - Fourmi géante Camponotus gigas, parc national de Gunung Mulu, Sarawak, île de Bornéo, Malaisie. - Vue de profil : Camponotus herculeanus. - Fourmi charpentière Camponotus ligniperda. - Vue de profil : Camponotus piceus. |

### Ouvrages
- [1937] Nicolas Théobald, « Les insectes fossiles des terrains oligocènes de France 473 p., 17 fig., 7 cartes,13 tables, 29 planches hors texte », Bulletin Mensuel de la Société des Sciences de Nancy et Mémoires de la Société des sciences de Nancy, Imprimerie G. Thomas,‎ 1937, p. 1-473 (ISSN 1155-1119 et 2263-6439, OCLC 786027547). .
- [2012] (en) Barry Bolton, Catalogue of Ants of the World, juillet 2012.

### Publication originale
- [2010] (en) Hüseyin Özdikmen, New names for the preoccupied specific and subspecific epithets in the genus Camponotus Mayr, 1861 (Hymenoptera: Formicidae)., vol. 5, coll. « Munis Entomology & Zoology », 2010, 519-537 p. (lire en ligne).